# Galidins
Els galidins (Galidiinae) són una subfamília de carnívors restringida a Madagascar, que inclou sis espècies classificades en quatre gèneres. Conjuntament amb les altres tres espècies de euplerins, formen part de la família dels euplèrids dins del subordre dels feliformes. Els galidins són els carnívors malgaixos més petits, generalment amb un pes que oscil·la entre 500 i 1.500 grams. Són animals àgils i de potes curtes, i amb cues llargues i espesses.
En alguns casos s'assemblen a les mangostes (família Herpestidae) de l'Àfrica continental i el sud d'Euràsia, amb els quals havien estat classificats prèviament o, fins i tot, són descrits com a «mangostes de Madagascar».

## Taxonomia
Les relacions dels galidins amb altres carnívors han estat històricament controvertides. Fins a mitjans del segle xx, tots els petits feliformes, incloses les famílies actuals dels vivèrrids, herpèstids i euplèrids, estaven classificats en una única família sota el nom de Viverridae. Els galidins, que comparteixen algunes característiques amb les civetes i genetes (actualment vivèrrids), i les mangostes (Herpestidae), estigueren relacionats originalment amb tots ells, encara que alguns han posat en dubte que s'haguessin de classificar en una subfamília diferent a les altres mangostes.
Quan la classificació de les mangostes com una família separada dels vivèrrids guanyà acceptació als voltants de l'any 1990, es classificaren els galidins juntament les altres mangostes dins la família dels herpèstids, una classificació recolzada per l'anàlisi cladístic de les dades morfològiques. A principis dels 2000, inferències moleculars filogenètiques, basades en dades de diversos gens, proporcionaren proves d'una estreta relació entre els galidins i altres carnívors malgaixos i de la separació respecte als feliformes del continent. En conseqüència, tots foren reclassificats en una família única, els euplèrids, més estretament relacionades amb les mangostes de la família dels herpèstids.
Dins de la família dels euplèrids, algunes relacions segueixen sense estar clares, donat que proves de diversos gens i mètodes d'inferència, proporcionen dades contradictòries pel que fa a les relacions entre els galidins, la fossa i la civeta de Madagascar. Les proves moleculars suggereixen que el gènere Galidia fou el primer dels quatre galidins en mostrar divergències i que els gèneres Mungotictis i Salanoia són els seus parents més propers. Les proves morfològiques, per altra banda, donen suport a la relació entre Mungotictis i Salanoia, però suggereixen que Galidictis fou el primer gènere a mostrar divergències.
La subfamília inclou els següents gèneres i espècies:
- Gènere Galidia
  - Mangosta de cua anellada (Galidia elegans)
- Gènere Galidictis
  - Mangosta de bandes amples (Galidictis fasciata)
  - Mangosta de Wozencraft (Galidictis grandidieri)
- Gènere Mungotictis
  - Mangosta de bandes estretes (Mungotictis decemlineata)
- Gènere Salanoia
  - Mangosta bruna de Madagascar (Salanoia concolor)
  - Salanoia durrelli[10]

## Descripció
Els galidins varien en mida des dels 500 grams de la mangosta de bandes estretes, fins als 1.500 grams que pot pesar la mangosta de Wozencraft. Tots tenen un aspecte general similar al de les altres mangostes, compartint amb elles un cos àgil suportat per potes curtes, així com una cua llarga i espessa, i un crani pla i allargat.
Cadascun dels quatre gèneres té un patró característic de color que es reflecteix en el seu nom comú: la cua de la mangosta de cua anellada té anells de color marró i negre, les dues espècies del gènere Galidictis tenen bandes amples al cos, la mangosta de bandes estretes també té bandes al cos, però són més estretes i menys visibles, i la mangosta bruna de Madagascar té un pelatge de color marró fosc sense anells ni ratlles. La majoria de galidins comparteixen la mateixa dentadura ({\displaystyle {\tfrac {3.1.3.2}{3.1.3.2}}}), amb l'excepció de les dues espècies del gènere Salanoia que tenen una dentadura diferent ({\displaystyle {\tfrac {3.1.4.2}{3.1.3.2}}}). Albignac informa d'un únic molar a la mandíbula inferior de la mangosta bruna de Madagascar, mentre que Durbin il·lustra i descriu un segon molar en les dues espècies del gènere Salanoia, que ambdós reconeixen.

## Ecologia i comportament
Els galidins viuen generalment als boscos, amb l'excepció de la mangosta de Wozencraft i la de bandes estretes que viuen en hàbitats oberts. Totes les espècies caven caus per refugiar-se, mentre que algunes també fan servir forats als arbres. Totes sis espècies són principalment terrestres, encara que les mangostes de bandes estretes i les de cua anellada també grimpen als arbres. Com les autèntiques mangostes, els galidins són animals diürns, amb l'excepció de les dues espècies del gènere Galidictis. La reproducció té lloc durant l'estiu de l'hemisferi sud, excepte en el cas de les mangostes de Wozencraft, que ho fan durant tot l'any. Generalment, les femelles donen a llum una única cria per ventrada.
Les mangostes brunes de Madagascar, les de cua anellada i les de Wozencraft, viuen en solitari o en parelles o, de vegades, amb les seves cries, però les mangostes de bandes amples i les de bandes estretes viuen en grups socials més grans. La dieta varia entre les diferents espècies, amb les mangostes de bandes amples i les de cua anellada alimentant-se principalment de vertebrats, com lacertilis, granotes i rosegadors, i les altres espècies menjant més invertebrats, com insectes i escorpins. Les mangostes brunes de Madagascar i les de cua anellada, són conegudes per alimentar-se també de fruits.